# Нижний Пяндж
Нижний Пяндж (тадж. Панҷи Поён) — село в районе Джайхун Хатлонской области Таджикистана. Расположено на берегу реки Пяндж. В селе находится КПП на границе с Афганистаном и мост через Пяндж, открытый в 2007 году.
В 1930-е годы стал конечным пунктом узкоколейной железной дороги Сталинабад — Нижний Пяндж (разобрана в 1990-е годы). В 1932 году Нижний Пяндж получил статус посёлка городского типа. В 1970-е годы утратил этот статус и стал сельским населённым пунктом.

## Население
| 1939 | 1959 | 1970 |
| ---- | ---- | ---- |
| 655  | 189  | 159  |